# Leinesfjord
Leinesfjord är den enda tätorten i Steigens kommun i Nordland fylke i norra Norge. Orten utgör kommunens centralort.